# Abraxas lilacina
Abraxas lilacina är en fjärilsart som beskrevs av Edward Alfred Cockayne 1949. Abraxas lilacina ingår i släktet Abraxas och familjen mätare. Inga underarter finns listade i Catalogue of Life.